# 페이트/스테이 나이트 헤븐즈필 제2장 로스트 버터플라이
《페이트/스테이 나이트 헤븐즈필 제2장 로스트 버터플라이》(영어: Fate/stay night: Heaven's Feel II. lost butterfly)는 2019년 1월에 개봉한 일본의 액션, 판타지, 애니메이션, 드라마 영화이다. 스도 토모노리가 감독을, 히야마 아키라가 각본을 맡았다. 미국에서는 2019년 3월 14일에, 일본에서는 2019년 1월 12일에, 대한민국에서는 2019년 3월 21일에 개봉되었다.

## 줄거리
10년 만에 후유키시에서 시작된 성배 전쟁은 이 전쟁의 3대 가문인 마토 가문의 당주 마토 조켄의 참전으로 인하여 일그러지고, 뒤틀리고, 어긋나 버렸다. 마스터로서 싸움에 가담한 에미야 시로도 부상을 입고 서번트인 세이버마저 잃어버렸지만, 그는 마토 사쿠라를 지키기 위해 싸움에서 물러나지 않는다. 하지만 그녀 또한 마술사의 숙명에 사로잡히는데...

## 출연진
- 스기야마 노리아키 - 에미야 시로 목소리 역
- 시타야 노리코 - 마토 사쿠라 목소리 역
- 카미야 히로시 - 마토 신지 목소리 역
- 카와스미 아야코 - 세이버 얼터 목소리 역
- 우에다 카나 - 토오사카 린 목소리 역
- 이토 미키 - 후지무라 타이가 목소리 역
- 나카다 조지 - 코토미네 키레이 목소리 역
- 카도와키 마이 - 이리야스필 폰 아인츠베른 목소리 역
- 츠카야마 마사네 - 마토 조켄 목소리 역
- 세키 토모카즈 - 길가메쉬 목소리 역
- 아사카와 유우 - 라이더 목소리 역
- 스와베 준이치 - 아처 목소리 역
- 이나다 테츠 - 진 어새신 목소리 역
- 사이젠 타다히사 - 버서커 목소리 역